# 胡佛米爾 (印地安納州)
胡佛米爾（英語：Hoover Mill）是位於美國印地安納州韋恩縣的一個非建制地區。該地的面積和人口皆未知。

## 地理
胡佛米爾所處的海拔為高於海平面297米（即974英呎），而該地所採用的時區為UTC-5，即北美東部時區（EST）。同時該地設有夏令時間，為UTC-5調快一小時，即UTC-4（EDT）。